# Torres Robertson
Torres Robertson (ur. 18 czerwca 1989) – filipiński zapaśnik walczący w stylu klasycznym.
Zajął dwunaste miejsce na mistrzostwach Azji w 2011. Srebrny medalista igrzysk Azji Południowo-Wschodniej w 2011. Drugi na mistrzostwach Azji Południowo-Wschodniej w 2014.